# Sporotrichum flavicans
Sporotrichum flavicans är en svampart som först beskrevs av Heinrich Friedrich Link, och fick sitt nu gällande namn av Elias Fries 1832. Sporotrichum flavicans ingår i släktet Sporotrichum och familjen Fomitopsidaceae.   Inga underarter finns listade i Catalogue of Life.